# Tiankoura
Tiankoura là một tổng của tỉnh Bougouriba ở tây nam Burkina Faso. Thủ phủ của tổng này là thị xã Tiankoura. Theo điều tra dân số năm 1996, tổng này có dân số 13.086 người..

## Các thị xã và các làng
• Thị xã Tiankoura • Balambiro • Bombara • Dangbara • Diebiro • Diourao • Elfora • Gongoura • Guimbissenao • Kankoura • Kanseo • Kimpeo • Kolonkoura • Kouloh • Kourguenou • Kourou • Kpolo • Lobignonao • Minao • Niempiro • Nkinora • N'tonhiro • Odara • Orkounou • Palembera • Sehintiro • Sinkiro • 
Sounkpourouna • Tinguera • Tiopanao • Tordiera • Uleo • Waltièra • Wangara • Yèbèlèla • Yèlèla